# Franciszek Tata
Franciszek Tata ps. „Cło”, „Müller” (ur. 6 lipca 1908 w Herne (Westfalia), zginął 8 września 1943 w Rawiczu) – oficer Wojska Polskiego i Armii Krajowej.

## Życiorys
Syn górnika emigranta Franciszka i Marianny z domu Rosińska. W latach 1915–1919 w Herne uczęszczał do szkoły powszechnej. W 1919 roku wraz z rodziną powrócił do Polski i osiedlił się w Gnieźnie, gdzie ukończył gimnazjum, a następnie studiował prawo na Uniwersytecie Poznańskim w latach 1929–1930, ale z uwagi na trudne warunki materialne musiał przerwać studia. W Szkole Podchorążych Piechoty w Zambrowie w latach 1931–1932 przeszedł przeszkolenie uzyskując stopień kaprala podchorążego. W 69 Pułku Piechoty w Gnieźnie odbył praktykę wojskową. W 1936 roku zakończył karierę wojskową w stopniu podporucznika. W 1937 roku w Dyrekcji Ceł w Poznaniu pełnił funkcję podkomisarza skarbowego. Będąc inspektorem w Inspektoracie Celnym w Gdyni w 1939 roku zastał go wybuch wojny, podczas której walczył w obronie polskiego wybrzeża.
Unikając niewoli powrócił do Gniezna na początku października 1939 roku, gdzie jako biuralista pracował w cukrowni w latach 1939–1942 i włączając się do pracy konspiracyjnej. Z inspiracji F. Pawelli i T. Janowskiego na początku 1940 roku rozpoczął w Gnieźnie organizację sztabu Związku Walki Zbrojnej oraz nawiązał w Żninie i Mogilnie kontakty z działaczami niepodległościowymi. Rudolf Ostrihansky w obejmującym Gnieźnieńskie, Żnińskie i Mogileńskie w połowie kwietnia 1940 roku powierzył Franciszkowi Tacie w Inspektoracie Rejonowym nr 5 „Wojciechów” funkcję inspektora rejonowego ZWZ. W końcu 1940 roku inspektorat gnieźnieński dzięki jego ofiarnej pracy organizacyjnej grupował 200 żołnierzy i oficerów. Tata związał również konspirację Szarych Szeregów z ZWZ, a następnie w Gnieźnie z pewnym powodzeniem rozpoczął akcję podporządkowania Tajnej Organizacji Narodowej ZWZ. 30 kwietnia 1942 roku dzięki postępom w pracy organizacyjnej otrzymał awans do stopnia porucznika służby stałej. W Poznańskim Okręgu ZWZ był od stycznia 1942 roku organizatorem najbardziej rozbudowanej sieci walki czynnej – Związku Odwetu. Na kolei i w wojskowych stadninach koni kierował w lutym 1942 roku pierwszymi akcjami dywersyjno-sabotażowymi. Aresztowany przez gestapo 20 lipca 1942 roku i skazany na karę śmierci po śledztwie w Inowrocławiu i Poznaniu. Zginął w Rawiczu w więzieniu 8 września 1943 roku, a w 1945 roku został ekshumowany i pochowany na cmentarzu komunalnym w Gnieźnie. Był kawalerem.